# Siphlonisca aerodromia
Siphlonisca aerodromia is een haft uit de familie Siphlonuridae. De wetenschappelijke naam van de soort is voor het eerst geldig gepubliceerd in 1909 door Needham.
De soort komt voor in het Nearctisch gebied.